# Edward Forbes

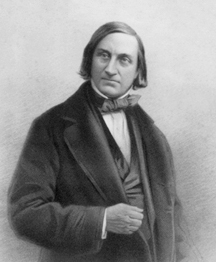
Edward Forbes.

Edward Forbes FRS, FGS (1815 – 1854) foi um naturalista inglês nascido na ilha de Man.

## Biografia
Forbes já de bem pequeno preferia coleccionar insectos, conchas de moluscos, minerais, fósseis, plantas e outros objetos biológicos. Em junho de 1831, deixou a ilha de Man para ir a Londres, onde estudou desenho. Depois, matriculou-se em medicina na Universidade de Edinburgh.
Em 1833, viajou à Noruega a estudos, cujos resultados  foram publicados na revista de botânica de Loudon Magazine of Natural History.
No inverno de 1836–1837, esteve em Paris, onde assistiu a cursos do Jardin des Plantes.
Da Argélia, recolheu materiais sobre os moluscos, os analisou e sobre eles publicou nos Annals of Natural History, vol. ii. Em 1838, publicou seu primeiro volume, Malacologia Monensis, uma sinopse de espécies de moluscos de Man. Durante o verão de 1838, visitou Estíria e Carniola, onde fez grandes coleções botânicas.

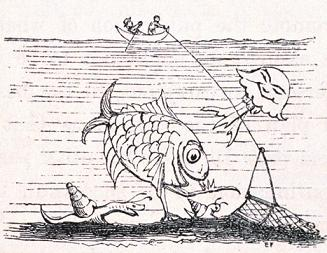
Frontispício da obra de Forbes Natural History of the European Seas.

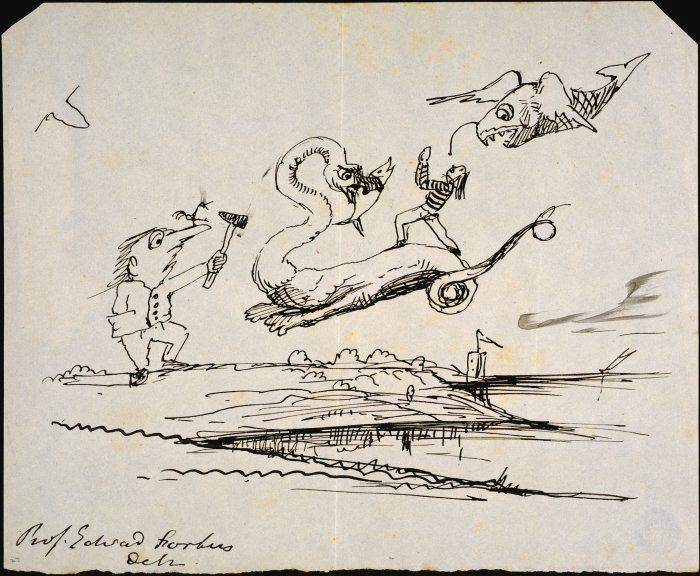
Cartoon, por Forbes, do geólogo Gideon Mantell numa batalha contra dinossauros voadores, de 1830.